# Fermentació làctica
La fermentació làctica és un procés cel·lular anaeròbic en el qual l'àcid pirúvic obtingut durant la glucòlisi es redueix i s'obté àcid làctic. Aquesta és l'estratègia metabòlica de la qual disposen alguns protozous, fongs i bacteris, principalment Streptococcus i Lactobacillus per tal de reoxidar el NADH provinent de la glicòlisi. Aquesta reacció també es duu a terme, per exemple en les cèl·lules musculars humanes quan es fa un gran exercici i aquestes reben poc oxigen. No se sap si l'àcid làctic redueix la fatiga muscular a través de l'augment del Ca2+ intracel·lular o l'augmenta mitjançant la reducció de la sensibilitat de les proteïnes contràctils envers el Ca2+. Així mateix, es fa la fermentació làctica en cèl·lules mancades de mitocondris, orgànul on es duria a terme el cicle de Krebs en condicions aeròbiques, com ara els eritròcits.
Altra visió d'aquesta fermentació consisteix a considerar la fermentació làctica com tot el procés des de la glucosa fins a l'àcid làctic, és a dir, incloent la glicòlisi. Ambdues consideracions conviuen dins la comunitat científica.

## Procés
En condicions d'absència d'oxigen (anaeròbies), la fermentació respon a la necessitat de la cèl·lula de generar la molècula de NAD+, que ha estat reduïda en el procés energètic de la glicòlisi. En la glicòlisi la cèl·lula transforma i oxida la glucosa en un compost de tres àtoms de carboni, l'àcid pirúvic, obtenint dues molècules d'ATP, molècula altament energètica; tanmateix, en aquest procés s'empren dues molècules de NAD+ que actuen com a acceptores d'electrons i es redueixen a NADH. Perquè puguin tenir lloc les reaccions de la glicòlisi productores d'energia és necessari reoxidar el NADH; això s'aconsegueix mitjançant la cessió de dos electrons del NADH a l'àcid pirúvic, que es redueix a àcid làctic.
| Glucòlisi   | Glucosa   | + 2 NAD+       | + 2 ADP + 2 Pi | Reacció | 2 | Àcid pirúvic   | + 2 NADH + 2 H+ + 2 ATP + 2 H₂O |
|             | (Glucosa) |                |                |         |   | (Àcid pirúvic) |                                 |
| Fermentació | 2         | Àcid pirúvic   | + 2 NADH       | Reacció | 2 | Àcid làctic    | +2 NAD+                         |
|             |           | (Àcid pirúvic) |                |         |   | (Àcid làctic)  |                                 |

La reacció de la imatge es pot resumir així: glucosa + 2 ADP + 2 Pi → 2 lactat + 2 ATP

## Aplicacions
Un exemple d'aquest tipus de fermentació és l'acidificació de la llet. Certs bacteris (Lactobacillus, Streptococcus), en desenvolupar-se en la llet utilitzen la lactosa (sucre de la llet) com a font d'energia. La lactosa, en fermentar, produeix energia que és aprofitada pels bacteris i l'àcid làctic és eliminat. La coagulació de la llet (quallada) resulta de la precipitació de les proteïnes de la llet, i succeeix pel descens de pH a causa de la presència d'àcid làctic. Aquest procés és la base per a l'obtenció del iogurt.

## Tipus de fermentació
La classificació de la fermentació làctica es fa a partir dels productes finals de la glucosa (considerant la glicòlisi part del procés):
- Fermentació homolàctica: procés en el qual l'àcid làctic és l'únic producte obtingut de la glucosa, Els bacteris homolàctics poden obtenir el doble d'energia d'una quantitat determinada de glucosa que els heterolàctics. Tots els membres dels gèneres Pediococcus, Streptococcus, Lactococcus i Vagococcus són homofermentadors, així com alguns Lactobacillus.

- Fermentació heterolàctica: procés en el qual hi ha la mateixa producció de lactat, CO₂ i etanol a partir de les hexoses. Els heterofermentadors són els gèneres Leuconostoc, Oenococcus, Weissela, Carnobacterium, Lactosphaera i alguns Lactobacillus.